# Мей Вайт
Мей Вайт (англ. May White; 1889 — 18 жовтня 1979) — американська акторка німого кіно. Працювала в кінокомпанії Essanay Studios в Найлсі, Каліфорнія, перед тим як поїхати з Чарлі Чапліном до Лос-Анджелеса.

## Часткова фільмографія
- 1915 — Вечір у мюзик-холі / A Night in the Show — заклинателька змій
- 1915 — Кармен / A Burlesque on Carmen
- 1916 — Граф / The Count
- 1917 — Шукач пригод
- 1921 — Малюк